# Anongporn Promrat
Anongporn Promrat (taj.: อนงค์พร พรหมรัด; ur. 2 marca 1992 r. w Phitsanulok w Tajlandii) – siatkarka grająca na pozycji środkowej. Obecnie występuje w drużynie ATTC.
Mówi dwoma językami: tajskim i angielskim.